# Mesnil-Saint-Loup
Mesnil-Saint-Loup és un municipi francès situat al departament de l'Aube i a la regió del Gran Est. L'any 2007 tenia 539 habitants.

## Demografia

### Població
El 2007 la població de fet de Mesnil-Saint-Loup era de 539 persones. Hi havia 180 famílies de les quals 36 eren unipersonals (8 homes vivint sols i 28 dones vivint soles), 56 parelles sense fills, 76 parelles amb fills i 12 famílies monoparentals amb fills.
La població ha evolucionat segons el següent gràfic:
Habitants censats

### Habitatges
El 2007 hi havia 211 habitatges, 194 eren l'habitatge principal de la família, 6 eren segones residències i 11 estaven desocupats. 207 eren cases i 4 eren apartaments. Dels 194 habitatges principals, 170 estaven ocupats pels seus propietaris, 22 estaven llogats i ocupats pels llogaters i 2 estaven cedits a títol gratuït; 3 tenien dues cambres, 13 en tenien tres, 39 en tenien quatre i 139 en tenien cinc o més. 129 habitatges disposaven pel capbaix d'una plaça de pàrquing. A 77 habitatges hi havia un automòbil i a 108 n'hi havia dos o més.

### Piràmide de població
La piràmide de població per edats i sexe el 2009 era:
| Homes | Edats   | Dones |
| ----- | ------- | ----- |
| 0     | 95 o +  | 0     |
| 0     | 90 a 94 | 0     |
| 0     | 85 a 89 | 0     |
| 8     | 80 a 84 | 0     |
| 4     | 75 a 79 | 12    |
| 20    | 70 a 74 | 16    |
| 0     | 65 a 69 | 16    |
| 8     | 60 a 64 | 8     |
| 20    | 55 a 59 | 12    |
| 20    | 50 a 54 | 32    |
| 16    | 45 a 49 | 20    |
| 20    | 40 a 44 | 16    |
| 16    | 35 a 39 | 20    |
| 16    | 30 a 34 | 16    |
| 20    | 25 a 29 | 8     |
| 8     | 20 a 24 | 8     |
| 20    | 15 a 19 | 28    |
| 16    | 10 a 14 | 4     |
| 36    | 5 a 9   | 8     |
| 4     | 0 a 4   | 20    |

## Economia
El 2007 la població en edat de treballar era de 355 persones, 248 eren actives i 107 eren inactives. De les 248 persones actives 232 estaven ocupades (124 homes i 108 dones) i 16 estaven aturades (6 homes i 10 dones). De les 107 persones inactives 27 estaven jubilades, 39 estaven estudiant i 41 estaven classificades com a «altres inactius».

### Ingressos
El 2009 a Mesnil-Saint-Loup hi havia 207 unitats fiscals que integraven 580 persones, la mediana anual d'ingressos fiscals per persona era de 16.267 €.

### Activitats econòmiques
Dels 18 establiments que hi havia el 2007, 1 era d'una empresa de fabricació d'altres productes industrials, 11 d'empreses de construcció, 2 d'empreses de comerç i reparació d'automòbils, 1 d'una empresa d'informació i comunicació, 1 d'una empresa de serveis i 2 d'empreses classificades com a «altres activitats de serveis».
Dels 11 establiments de servei als particulars que hi havia el 2009, 1 era un taller de reparació d'automòbils i de material agrícola, 2 paletes, 1 guixaire pintor, 1 fusteria, 1 lampisteria, 4 electricistes i 1 empresa de construcció.
L'any 2000 a Mesnil-Saint-Loup hi havia 15 explotacions agrícoles que ocupaven un total de 1.507 hectàrees.

## Equipaments sanitaris i escolars
El 2009 hi havia una escola elemental. Mesnil-Saint-Loup disposava d'un col·legi d'educació secundària amb 79 alumnes.

## Poblacions més properes
El següent diagrama mostra les poblacions més properes.